# Blabomma sanctum
Blabomma sanctum är en spindelart som beskrevs av Chamberlin och Ivie 1937. Blabomma sanctum ingår i släktet Blabomma och familjen kardarspindlar. Inga underarter finns listade.